# Mauricio Affonso
Mauricio Affonso, vollständiger Name Mauricio Affonso Prieto, (* 26. Januar 1992 in Melo) ist ein uruguayischer Fußballspieler.

## Karriere
Offensivakteur Affonso steht mindestens seit der Spielzeit 2012/13 im Kader des uruguayischen Erstligisten Racing Club de Montevideo. In jener Saison bestritt er eine Partie (kein Tor) in der Primera División. In der nachfolgenden Spielzeit 2013/14 lief er in 13 Erstligaspielen auf und erzielte zwei Treffer. In der Saison 2014/15 wurde er 26-mal (zwölf Tore) in der höchsten uruguayischen Spielklasse eingesetzt. Anschließend wechselte er Anfang Juli 2015 zu Al Shabab nach Saudi-Arabien. Dort absolvierte er 13 Ligaspiele und schoss drei Tore. Zudem kam er in drei Begegnungen (ein Tor) des Kronprinzenpokals zum Einsatz. Anfang Februar 2016 schloss er sich nach seiner Rückkehr nach Uruguay dem Club Atlético Peñarol an und unterschrieb einen Einjahresvertrag. In der Clausura 2016 wurde er bei den „Aurinegros“ in sieben Erstligaspielen (ein Tor) und drei Partien (kein Tor) der Copa Libertadores 2016 eingesetzt. Er gewann mit dem Team den Landesmeistertitel. Bereits Mitte August 2016 verließ er den Klub wieder und begann als Leihspieler ein erneutes Engagement beim Racing Club, für den er in der Saison 2016 neun Ligaspiele (vier Tore) bestritt. Anfang Januar 2017 kehrte er zu Peñarol zurück. Nach elf Erstligaeinsätzen (vier Tore) sowie vier absolvierten Partien (zwei Tore) in der Copa Libertadores 2017 trat er Anfang August 2017 ein Engagement beim argentinischen Verein Atlético Tucumán an.

## Erfolge
- Uruguayischer Meister: 2015/16